# Ayumu Iwasa
Ayumu Iwasa (岩佐歩夢, Iwasa Ayumu), né le 22 septembre 2001 à Osaka, est un pilote automobile japonais. Champion de France de Formule 4 en 2020, il est membre du Red Bull Junior Team depuis 2021.

## Biographie

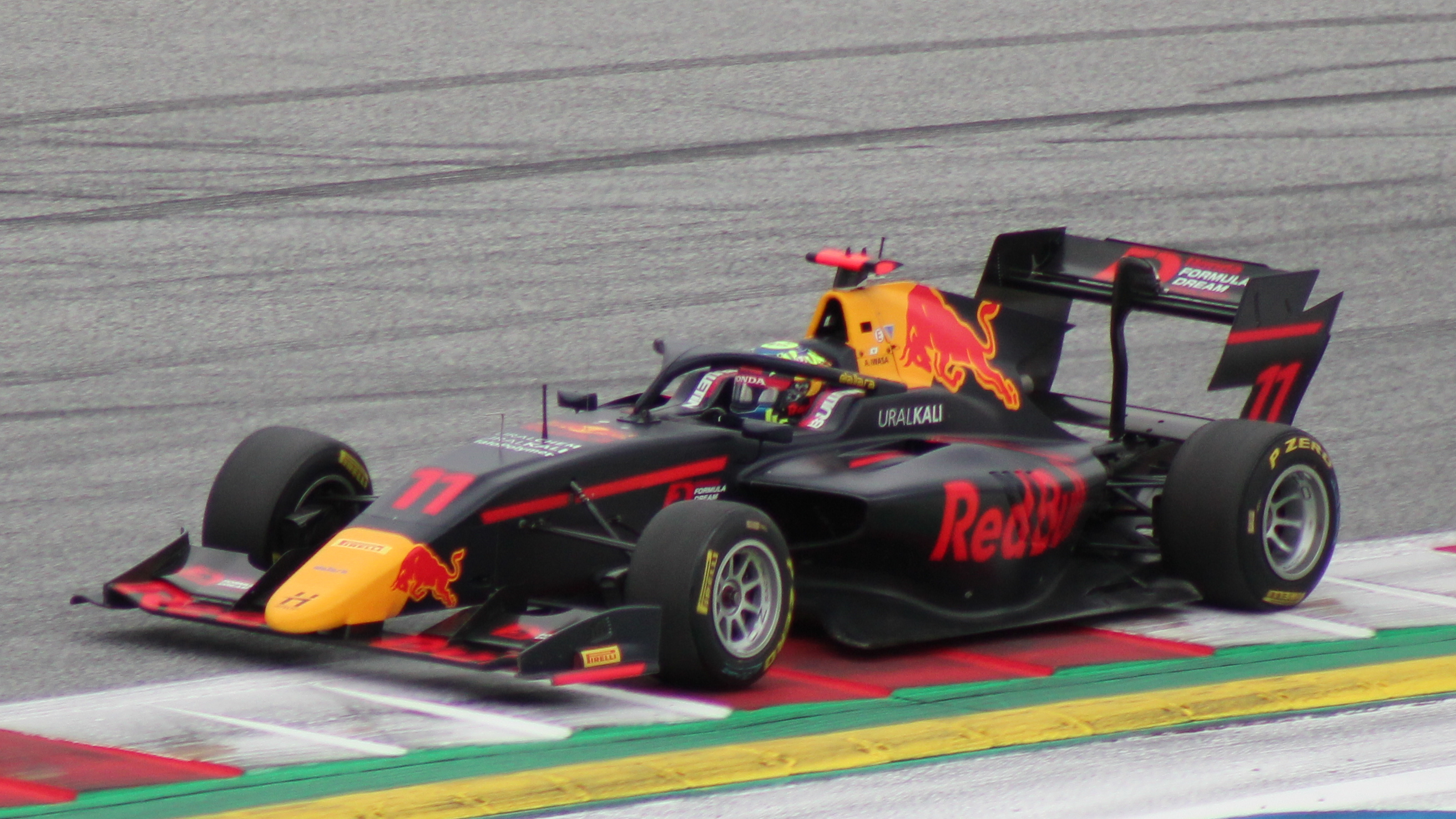
Ayumu Iwasa en Formule 3 FIA en 2021.

Ayumu Iwasa naît en 2001 au Japon, et touche très vite au milieu du sport automobile, son père étant engagé dans diverses courses nationales avec une Honda Civic. Il remporte plusieurs championnats de karting locaux et nationaux durant son adolescence et passe en monoplace en 2017 : en championnat d'Asie de Formule Renault, il se distingue en seulement deux courses, en réalisant deux pole positions et deux podiums. Après quelques apparitions en Formule 4 japonaise en 2017 et 2018. En 2019, il se concentre sur son entraînement, au sein de la Suzuka Racing School, dont il est le lauréat : en récompense à ce titre, Suzuka et Honda l'envoient en Europe, participer au championnat de France de Formule 4. Ayumu Iwasa impressionne en dominant le championnat avec neuf victoires en 21 courses, lui permettant d'être sacré devant son compatriote Ren Sato, lui aussi envoyé par Honda et champion de Formule 4 japonaise en titre. 

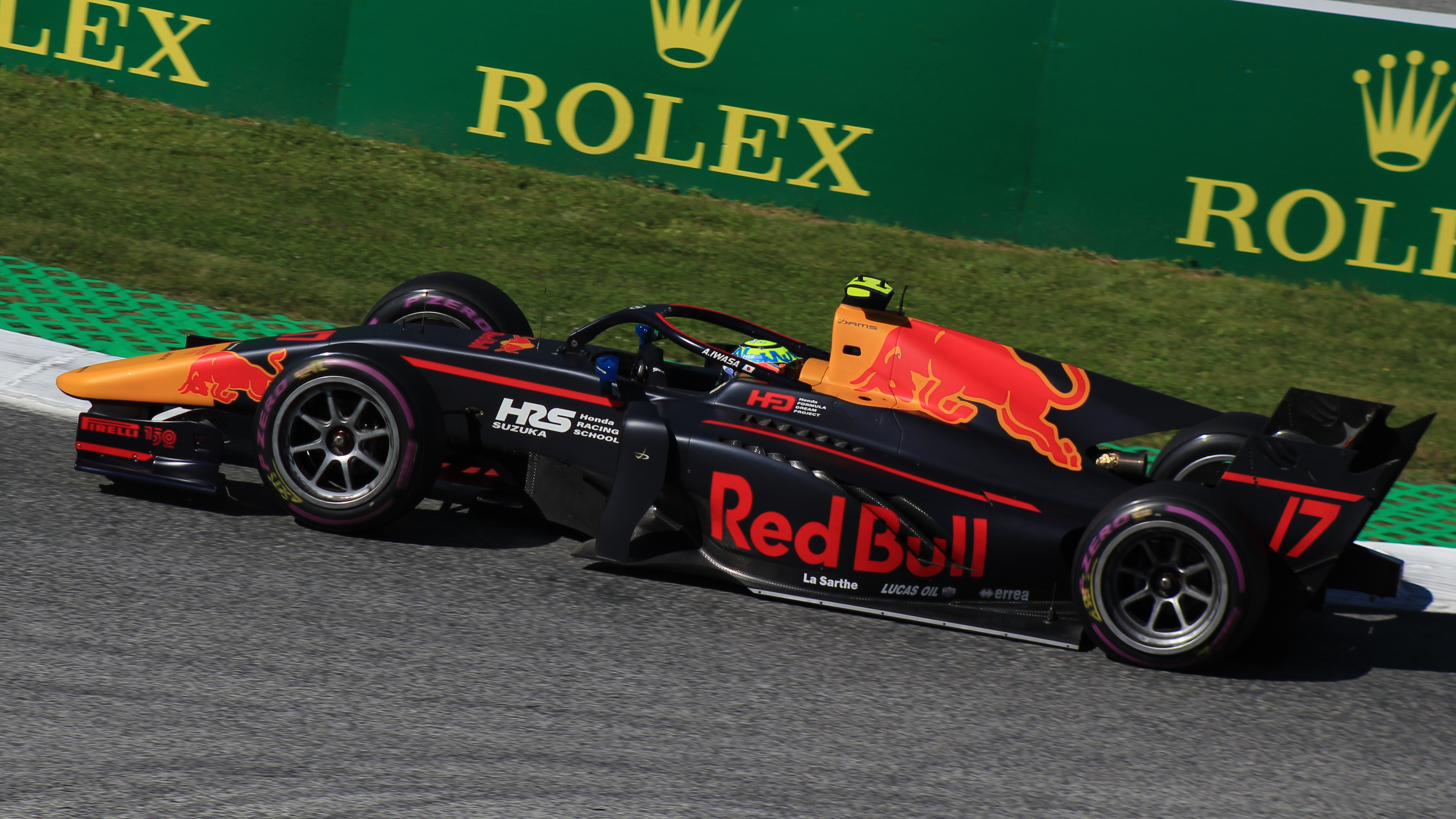
Ayumu Iwasa sur le Red Bull Ring en Formule 2 en 2022.

Grâce à ces bonnes performances, il est recruté par le Red Bull Junior Team pour la saison 2021, et est propulsé directement en Formule 3 FIA chez Hitech Grand Prix,. Il inscrit ses premiers points lors de la course 2 de Barcelone puis termine les trois courses dans les points. En Autriche, il est disqualifié de la course 1 pour non-respect des drapeaux noir et orange puis termine sixième de la course 2 dans des conditions chaotiques.
Il remporte sa première victoire au Hungaroring après une pénalité infligée au vainqueur initial Lorenzo Colombo avant de connaitre un week-end vierge à Spa-Francorchamps. A Zandvoort, il monte sur son deuxième podium de la saison en terminant troisième derrière Logan Sargeant et Arthur Leclerc. Il termine douzième du championnat avec 52 points.
Le 14 janvier 2022, Iwasa est annoncé en Formule 2 chez DAMS au côté de Roy Nissany. Il monte sur son premier podium de la saison lors de la course sprint Barcelone, un autre suit trois manches plus tard lors de la course sprint de Silverstone puis deux autres au Hungaroring et à Zandvoort. Lors de la manche du Castellet il remporte sa première victoire de la saison lors de la course principale. Il en remporte une seconde lors de la dernière course à Yas Marina. Il se classe cinquième du championnat avec 141 points.
L'année suivante, il continue dans la même écurie et fait désormais équipe avec Arthur Leclerc. Il remporte trois victoires lors de la première moitié de saison à Jeddah, Melbourne et Monaco. Il monte sur trois autres podiums lors de la seconde moitié de saison au Red Bull Ring, au Hungaroring et à Monza. Il termine quatrième du championnat avec 165 points, perdant la troisième place lors de l'ultime course face à Jack Doohan.

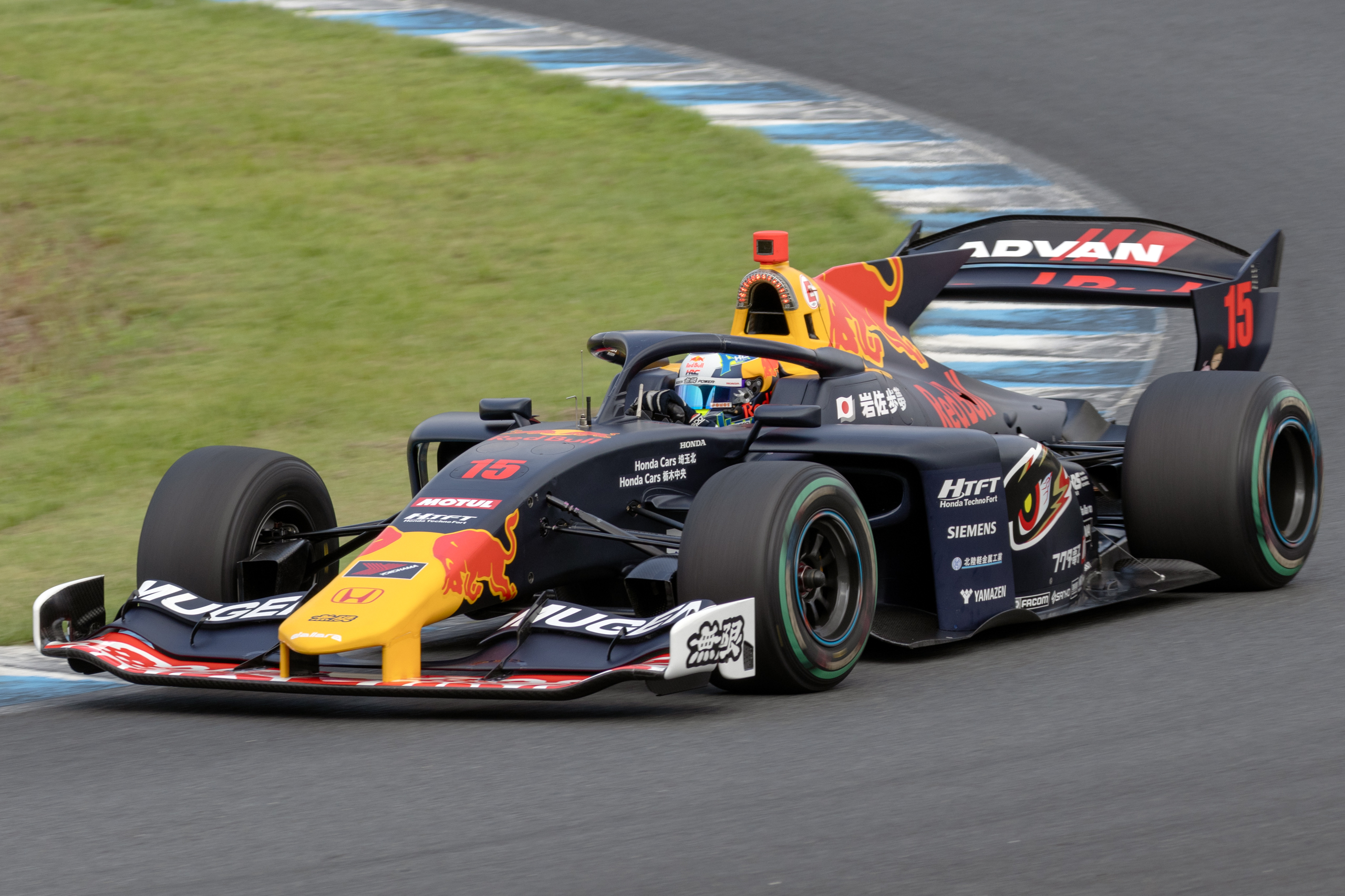
Ayumu Iwasa sur le circuit de Motegi en Super Formula en 2024.

En 2024, il retourne au Japon et s'engage en Super Formula et rejoint l'équipe Team Mugen aux côtés du double champion de la discipline Tomoki Nojiri.

## Résultats en compétition automobile
| Saison | Championnat                        | Écurie            | Courses | Victoires | Pole positions | Meilleurs tours | Podiums | Points | Classement |
| ------ | ---------------------------------- | ----------------- | ------- | --------- | -------------- | --------------- | ------- | ------ | ---------- |
| 2017   | Asiacup Formula Renault            | Asia Racing Team  | 2       | 0         | 2              | 1               | 2       | 48     | 13e        |
| 2017   | Championnat du Japon de Formule 4  | B-MAX Racing Team | 2       | 0         | 0              | 0               | 0       | 0      | 28e        |
| 2018   | Championnat du Japon de Formule 4  | Rn-sports         | 2       | 0         | 0              | 0               | 0       | 8      | 17e        |
| 2020   | Championnat de France de Formule 4 | FFSA Academy      | 21      | 9         | 5              | 7               | 15      | 329    | Champion   |
| 2021   | Formule 3 asiatique                | Hitech Grand Prix | 15      | 0         | 0              | 0               | 1       | 81     | 8e         |
| 2021   | Formule 3                          | Hitech Grand Prix | 20      | 1         | 0              | 0               | 2       | 49     | 12e        |
| 2022   | Formule 2                          | DAMS              | 28      | 2         | 2              | 1               | 6       | 141    | 5e         |
| 2023   | Formule 2                          | DAMS              | 26      | 3         | 1              | 3               | 6       | 165    | 4e         |
| 2024   | Super Formula                      | Team Mugen        | 9       | 0         | 1              | 0               | 3       | 63,5   | 5e         |
| 2025   | Super Formula                      | Team Mugen        | 8       | 1         | 1              | 3               | 6       | 90     | 2e         |